# モンスターハンター (携帯電話アプリ版)
『モンスターハンター』は、携帯アプリ作品としても複数展開されている。

## 作品一覧

### モンスターハンター i
docomo・FOMA90Xシリーズ向けに2006年2月6日配信開始。携帯電話用アプリケーション。『丘と密林』『沼と砂漠』『岩地と火山』の3種類のアプリから成る。
同年10月31日より、FOMA903iシリーズ向けメガiアプリとして3種のアプリをまとめたパックが配信され、また、12月13日よりau向けのEZアプリ(BREW)版（ただしBREW3.1をサポートする一部のCDMA 1X WIN対応端末のみ対応）が配信された。FOMASH903iにプリインストールされているが、『モンスターハンターi for SH』というタイトルで、若干の違いが見られる。EZアプリ版にはiが付いておらず、単に『モンスターハンター』というタイトルとなっているが、内容は同一なのでこの項目に含む。2007年9月3日からはSoftBank向けにも配信されている。
MHを携帯電話用に移植したもので、対応機種の性能を生かしたフル3Dで原作の雰囲気を再現している。主な特徴は以下の通り。
- 舞台はココット村で、村長か、ギルドを模した携帯サイトから依頼を受注してクエストに赴く。
- キャラクターは男性のみとなり、ボイスはない。
- モンスターとの戦闘はエンカウント制になっており、モンスターか自分が戦闘フィールドから逃げるか、モンスターを狩猟すると通常のフィールドに戻る。
- 切れ味システムが省略され、武器が劣化しない。
- 武具の種類はやや少なく、パーツごとではなく一式単位で装備する。
- 『MH』、『MHG』に登場するモンスター（『MHG』の亜種を含む）はほぼ登場するが、フルフル、ガノトトス、ドスガレオス、ラオシャンロン、ミラボレアスは登場しない。
- 2007年7月1日に『モンスターハンターi』から『モンスターハンター』に変更された。

### モンスターハンター モバイル
docomo・FOMA905シリーズ、705シリーズ向けに2009年7月21日配信開始。
2011年2月10日からはau向けにも配信されている。
- 前述の『モンスターハンターi』とは違い、『MHP2』のシステムを踏襲している。
- 武器は狩猟笛を除いた10種類。
- 『MHP2』に登場するモンスター（亜種を含む）はほぼ登場するが、アカムトルム、シェンガオレン、ヤマツカミ、ラオシャンロンは登場しない。

### モンスターハンター モバイル 農場
docomo・FOMA905iシリーズ、705iシリーズ向けに2010年7月5日配信開始。
- アイルーに「作業を依頼」して「待つ」という操作だけでいろいろな素材を入手できる。
- 依頼するアイルーの固有能力や作業レベル、作業の進行具合で素材の種類や量が変化するほか、農場には畑、虫の茂み、採掘場などの施設があり、畑なら草や実、虫の茂みなら虫、採掘場では鉱石など、施設ごとにも手に入る素材が異なる。
- 『モンスターハンターモバイル』とセーブデータを共有しており、入手した素材を本編の武具の素材や調合素材に利用可能だった。単体でのダウンロード購入はできない。

### モンハン日記 モバイルアイルー村
携帯電話向けに2010年8月10日にモバゲータウン（現・Mobage）で配信開始。モンスターハンターシリーズのスピン・オフ『モンハン日記 ぽかぽかアイルー村』を基にしたソーシャルゲーム。開始から約2カ月経過で会員数が100万人突破した。配信プラットフォームのモバゲータウンでは他に、ミニゲーム『モンハン日記 ぽかぽかアイルー村 どきどきキノコ狩り』も公開。

### モンハンぽかぽかザザミたたき!
フィーチャーフォン(docomo、au、SoftBank)向けに2010年10月1日配信開始。カプコンパーティで配信のミニゲームでジャンルはもぐら叩き。

### ぱかぱかアイルーリバーシ
フィーチャーフォン(docomo、au、SoftBank)向けに2010年11月24日配信開始。カプコンパーティで配信のミニゲームでジャンルはリバーシ。

### アイルーのつるつる採取パズル
フィーチャーフォン(docomo、au、SoftBank)向けに2011年4月1日配信開始。カプコンパーティで配信のミニゲームでジャンルはパズル。

### モンスターハンター Dynamic Hunting
iOS(iPhone / iPod touch / iPad)向けに2011年6月1日配信開始。auスマートパス内にてAndroid向けも2012年3月1日より配信開始。2017年8月24日配信終了。
- モンスターとの戦闘時の操作は画面タッチのみで行う。
- 1本指で敵のモンスターをタッチすると攻撃
- 1本指を画面内で上下左右にスライドするとその方向に移動。
- 2本指を画面に置くと防御。
- 2本指を右か左にスライドすると緊急回避。
- アイテムの使用には画面右下のボタンをタッチ[11]。

### アイルーのひらめき脱出ゲーム
フィーチャーフォン(docomo、au、SoftBank)向けに2011年8月1日配信開始。カプコンパーティで配信のミニゲームでジャンルはアドベンチャー。

### モンスターハンター モバイル 闘技場
docomo・FOMA905シリーズ、705シリーズ向けに2011年8月26日配信開始。
- 他のハンターを連れて、2人で狩りを行う「マッチングクエスト」や、他のハンターと狩猟記録（モンスターサイズなど）を競い合う「ランキングクエスト」の2種類のクエストからなる。
- 「マイページ」では、自身のランキングの成績や他の狩友との交流状況が確認できるほか、「狩印」と呼ばれるスタンプを押して交流を深めることができる。

### モンハン うちあげ! 虫とりハンマー
フィーチャーフォン(docomo、au、SoftBank)向けに2011年9月12日配信開始。カプコンパーティで配信のミニゲームでジャンルはタイミングゲーム。

### モンスターハンター フロンティア オンライン エッグラン
iPhone/iPod touchおよびAndroid向けに2011年12月1日配信開始。モンスターハンター フロンティア オンラインの「卵運びクエスト」の単独ゲーム化。

### モンハン探検記 まぼろしの島
携帯電話とiOSとAndroid向けにGREEから2011年12月19日配信開始。モンスターハンター フロンティア オンラインや「まぼろしの島」のモンスターを扱ったソーシャルゲーム。
開始から約3カ月経過した2012年3月23日には利用登録会員数が100万人を突破した。
gumiとの共同開発にてGREEより配信。アイテム課金制。2014年1月31日15：00サービス終了。
- まぼろしの島を散策しモンスターを入手・育成、様々なモンスターと対峙するゲーム内容となっており、ミッション内容としてはほぼ一本道であるがストーリー性よりも他のプレイヤーとのバトルや協力といった交流要素が高い点はソーシャルゲームならではの利便性になっている。
- アクションゲームではなく、登場モンスターはカードコレクションになるため操作性は簡単になっている。

受賞歴
GREE Platform Award 2011 優秀賞

### みんなと モンハン カードマスター
携帯電話とiOSとAndroid向けにMobageから2012年2月21日配信開始。「モンスターハンター」シリーズを基にしたソーシャルゲーム。シリーズに登場するキャラクターやモンスターカードをもとに他のプレイヤーと交流しバトルする。開始から一月後には利用登録会員数が100万人を突破、2012年10月25日時点で登録会員数が200万人を突破。
gloopsとの共同開発でMobageにて配信された。アイテム課金制。2014年2月28日17：00サービス終了。
- プレイヤーはユーザーで組織される「ギルド」に所属し、シリーズに登場するキャラクターやモンスターのカードを収集・強化し、他ギルドの他のプレイヤーと交流しバトルする。

受賞歴
Mobage Award 2011 Gold Prize。

### モンスターハンター Massive Hunting
iOS向けにGREEから2013年2月4日配信開始のソーシャルゲーム。iOS版が100万ダウンロードを超え、2013年4月18日からはAndroid版も配信開始された。アイテム課金制。2014年10月14日サービス終了。
- 敵の攻撃に合わせてタップやフリックで操作するアクションゲームのソーシャルゲーム[22]。
- 「モンスターハンター」シリーズと同じく、クエストを受注したら、マップを探索してアイテム収集や小型モンスターの狩猟を行いつつ、大型モンスターを討伐していく。入手した素材を使って武具を生成・強化し、キャラクターを強化できる[22]。
- 小型モンスターはアクション性のない単純なターン制バトル、大型モンスターはアクションゲーム[23]。
- 基本的に1クエスト3分と設定されており、マップ移動でも5秒ずつ消費する。またモンスターに倒されると、残り時間を1分消費して復活する。こうして時間内にモンスターを討伐できないと、クエスト失敗となる[23]。
- ソーシャルな要素としては、狩友とよばれるゲーム内の友人と協力して巨龍（レイドボス）を討伐できるほか、狩友をマップに派遣してアイテムや素材収集を行わせたり、大型モンスター討伐時にアシストしてもらったりすることが可能[22]。

### モンハン商店 アイルーでバザール
iOS向けに2013年8月28日配信開始。アイテム課金制。2014年10月14日サービス終了。
- アイルーたちと共にバザールを作るのが目的のシミュレーションゲーム。
- 商品を販売してお店を繁盛させ、店舗を増やして自分だけのバザールに発展させていく。
- 商品が品切れしたら、フィールドに仕入れに行く。フィールドには、モンスターが出現することもある。

### モンハン 大狩猟クエスト
iOSとAndroid向けに2013年10月29日配信開始。それぞれApp StoreとGoogle Playでの販売だったが、2015年8月19日に楽天アプリ市場がプラットフォームに加わった。200万ダウンロード達成。アイテム課金制。2018年12月13日サービス終了。
- モンスターハンターシリーズに登場したモンスターたちを、「ハンターカード」を集めて狩猟するという内容。モンスターの素材から作られる装備を身につけたハンターのカードを集めて、狩友と力を合わせて大狩猟に挑む[25]。
- 王国「カルドピア」が拠点[26]。カルドピア城ではギルドや大狩猟関係のコマンドの実行。クエスト受注ではクエストに挑戦する。加工屋では集めた素材を使って、カードや装飾品を生み出す。召喚屋ではモンハンコインや召喚チケット、狩友Pを消費してモンスターの召喚を行う。アイテム屋ではこんがり肉やモンスターのフンなどのアイテムを購入できる。マイハウスではプロフィールやデッキの編集を行うことができる。

### モンハン いつでもアイルーライフ
iOS向けに2014年2月12日配信開始。配信開始から1週間で10万ダウンロードを突破。アイテム課金制。2017年3月30日サービス終了。
- アイルー王国のオウサマのわがままを叶えるため、プレイヤーは多種多様なクエストこなしていくという設定[28]。
- 釣りや採集といった素材集めから、クエストで討伐したモンスターの素材で装備を生産する[28]。

### モンスターハンター ロア オブ カード
iOSとAndroid向けに2014年2月19日配信開始のソーシャルゲーム。配信開始から23日間で30万ダウンロードを突破、2014年5月20日には累計登録50万人を突破が公表された。
グラニとの共同開発にてGREEより配信。アイテム課金制。2018年1月31日サービス終了。
- 「モンスターハンター」の世界観や爽快感を追及した本格リアルタイムバトルゲーム[29]。
- リオレウス・ティガレックス・ジンオウガなど、「モンスターハンター」シリーズに登場するモンスターが多数登場し、仲間と共に“狩猟”する臨場感を味わえる[29]。
- 本作の一番の醍醐味であるリアルタイムバトルでは、襲来する大型モンスターをギルドに所属するメンバーたちと連携しながら討伐する[29]。
- ギルドを作り、仲間と共に戦う。クエストでは、メンバー同士で協力し合いながら素材を集めてミッションクリアを目指す[29]。
- プレイヤーは交易都市「ネイベル」でカードの秘術を授けられ秘境の開拓に名乗りを上げた新米冒険者のひとりである。

受賞歴
- GREE Platform Award 2014　優秀賞[31]。

### モンスターハンターポータブル 2nd G for iOS
iOS向けに2014年5月8日に配信開始。『モンスターハンター ポータブル 2nd G』のiOS向け移植。

### モンスターハンター エクスプロア
Android向けに2015年9月3日配信開始。iOS向けに2015年9月29日配信開始。2015年10月1日には累計100万ダウンロード、iOS版配信後10日間で200万ダウンロード、2018年11月28日時点では900万ダウンロードを突破。2020年9月28日にサービス終了が告知され、同年11月27日にサービスを終了した。アイテム課金制。
- コンセプトは「スマートフォンで最高のモンスターハンターを作る」[36]。スマートフォン向けゲームアプリとして、片手でプレイできるよう縦画面を採用し、操作もシンプルに簡略化されている[37]。配信開始の2015年当時のスマートフォン向けゲームの中ではグラフィックが優れていたことでも評価された[38]。
- “探検”というコンセプトを元に、マラクジャ群島、ヴォルヒール群島、タブラディン群島を舞台に与えられたクエストを受注し、装備の強化を行いながら大型モンスターを討伐していく[36]。
- いつでもプレイ可能な探検とは別に、限られた時間にだけ配信される、襲来や強襲といったマルチクエストが存在し、1〜4人パーティのマルチプレイが可能となっている。
- 2016年4月からは十六人討伐戦が実装[39]され、最大16人のハンターが同時に同じモンスターを狩猟するクエストを開催。ユーザの要望に応えながら幾度の変更を重ねたが、2019年3月の第14回「十六人衝突戦」が最後の開催となった[40]。
- 2019年4月より禁断の狩場がスタート[41]。アップデートの度に新モンスターが追加されていたが、同月以降に追加されることはなかった[40]。
- 2020年9月28日、メンテナンスの終了と合わせてサービス終了のアナウンスが行われた[35]。
- 2020年11月27日15時をもって、告知していた内容の通りサービス終了となった[42]。

受賞歴
- Best of 2015 今年のベスト 25位[43]

### オトモンドロップ モンスターハンター ストーリーズ
iOSとAndroid向けに2016年11月17日に配信開始。TVアニメのモンスターハンター ストーリーズ RIDE ONを元にしたパズルゲーム。

### モンスターハンター ストーリーズ（iOS/Android）
iOSとAndroid向け向けに2017年12月4日に配信開始。「モンスターハンター ストーリーズ」のiOSおよびAndroid向け移植。序盤の無料版もありそちらは『モンスターハンター ストーリーズ 〜旅立ちの章〜』というタイトルである。

### モンスターハンター ライダーズ
iOSとAndroid向けに2020年2月19日に配信開始。アイテム課金制。事前登録者数が40万人突破。